# Lukavice na Moravě
Lukavice (deutsch Lukawetz) ist eine Gemeinde in Tschechien. Sie liegt fünf Kilometer nördlich von Mohelnice und gehört zum Okres Šumperk.

## Geographie
Lukavice befindet sich am rechten Ufer der March an der Einmündung des Baches Slavoňovský potok in der Müglitzer Furche (Mohelnická brázda). Durch den Ort führt die Eisenbahnstrecke von Olomouc nach Zábřeh, westlich wird er von der Staatsstraße I/44 zwischen Zábřeh und Mohelnice umfahren.
Nachbarorte sind Zvole, Leština und Vitošov im Norden, Hrabová im Nordosten, Bohuslavice im Osten, Háj und Třeština im Südosten, Libivá im Süden, Květín im Südwesten, Vlachov und Slavoňov im Westen sowie Pobučí und Jestřebí im Nordwesten.

## Geschichte
Die erste schriftliche Erwähnung des Dorfes erfolgte 1273 in einer für den Müglitzer Richter ausgestellten Urkunde des Bistums Olmütz. Der Ort wurde zusammen mit weiteren Dörfern als bischöfliches Lehen an einen niederen Landadeligen ausgereicht. Nach der Verlagerung der bischöflichen Lehnsadministration von Müglitz auf die Burg Mürau wurde Lukavice von Mürau aus verwaltet. Im 15. Jahrhundert wurden die Vladiken von Zwole mit Lukavice belehnt und schlossen die Güter an Zvole an.
Im Jahre 1500 erwarben die Herren von Zierotin Zvole mit den sechs zugehörigen Dörfern. Nachdem das Bistum Olmütz 1561 die Güter zurückgekauft hatte, wurden sie der Herrschaft Mürau angeschlossen. Während des Dreißigjährigen Krieges wurde das Dorf von schwedischen Truppen verwüstet und mit deutschen Siedlern wiederbesiedelt. Das Hufenregister von 1677 weist für Lukavice 28 Anwesen aus, vier davon lagen wüst.
1825 begann südwestlich von Wolledorf der Abbau von Eisenerz. Aus Mährisch Altstadt kamen etwa einhundert deutsche Bergleute und es entstand eine Bergbau-Aktiengesellschaft, an der die meisten nord- und mittelmährischen Eisenwerke beteiligt waren.
1834 lebten in den 40 Häusern von Lukawetz 249 Menschen. Der Ort besaß landwirtschaftlichen Charakter. Ab 1842 errichtete die k.k. Nördliche Staatsbahn die Eisenbahn von Prag nach Olmütz, die 1845 eingeweiht wurde. Durch die Bahn konnte auch das Erz günstiger zu den Eisenhütten transportiert werden. Im Laufe des 19. Jahrhunderts begann in Lukawetz der Zuzug tschechischer Bevölkerung.
Nach der Aufhebung der Patrimonialherrschaften bildete Lukavice / Lukawetz ab 1850 eine Gemeinde im Bezirk Hohenstadt und Gerichtsbezirk Müglitz. 1868 entstand eine Schule. Die Erzgruben zwischen Schützendorf, Wolledorf und Quittein wurden zu Beginn des 20. Jahrhunderts nach Erschöpfung der Lagerstätte aufgegeben. Im Jahre 1900 lebten in den 46 Häusern 344 Menschen. 1909 gründete Petr Adámek in Lukavice eine Pappenfabrik, die er 1912 nach finanziellen Problemen an die Gebrüder Fritscher verkaufte. Otto und Julius Aron, die die Fabrik 1918 erwarben, bauten sie zu einer großen Papier- und Zellulosefabrik mit 300 Beschäftigten aus, die als „Lukawetzer Maschinen Papierfabrik Gesellschaft m.b.H“ / „Lukavická strojní továrna na papír společnost s.r.o.“ mit Sitz in Prag firmierte. In den 1920er Jahren schloss sich ein Teil der Einwohner der Evangelischen Kirche der Böhmischen Brüder an. 1930 hatte das Dorf 386 Einwohner, davon 11 Deutsche. Lukavice lag an der Sprachgrenze zum deutsch besiedelten Schönhengstgau.
Nach dem Münchner Abkommen wurde der Ort dem Deutschen Reich angeschlossen und gehörte bis 1945 zum Landkreis Hohenstadt. Die Lukawetzer Papierfabrik wurde von den Nationalsozialisten „arisiert“ und der Verwaltung von Alois von und zu Liechtenstein und des Prokuristen Karl Wehner auf Groß Ullersdorf übergeben. Die rechtmäßigen Besitzer Otto und Zdeněk Aron verstarben in deutschen Konzentrationslagern. 1939 lebten in Lukawetz 372 Menschen. Nach dem Ende des Zweiten Weltkrieges wurde die deutsche Bevölkerung vertrieben.
1946 wurde Jiří Aron, der die Haft im Konzentrationslager überlebt hatte, enteignet und die Papierfabrik verstaatlicht. In Lukavice lebten im Jahre 1950 400 Menschen, der Ort bestand aus 60 Wohnhäusern. 1958 erfolgte der Anschluss der Papierfabrik an die Olšanské papírny. Zum Ende des Jahres 1960 wurde der Okres Zábřeh aufgelöst und die Gemeinde dem Okres Šumperk zugeordnet. Zugleich erfolgte die Eingemeindung von Slavoňov und Vlachov. Im Jahre 1991 hatte die Gemeinde Lukavice 976 Einwohner und bestand aus 167 Häusern, die Ortschaft Lukavice bestand aus 87 Häusern mit 702 Bewohnern. Größtes Unternehmen ist das Werk des Olšanské papírny a.s.

## Gemeindegliederung
Die Gemeinde Lukavice besteht aus den Ortsteilen Lukavice (Lukawetz), Slavoňov (Schützendorf) und Vlachov (Wolledorf).

## Sehenswürdigkeiten
- Sühnekreuz aus dem 16. Jahrhundert, am Dorfplatz von Lukavice
- Kapelle der hl. Kyrill und Method in Lukavice, finanziert vom Unternehmer Otto Aron
- Kapelle in Slavoňov
- Kapelle in Vlachov
- Betsäule aus dem Jahre 1662
- Dreifaltigkeitssäule in Vlachov, geschaffen 1853

## Söhne und Töchter der Gemeinde
- Emilián Božetěch Glocar (1906–1985), amerikanischer Priester, Maler und Schriftsteller